# Kulturmagasinet, Sundsvall

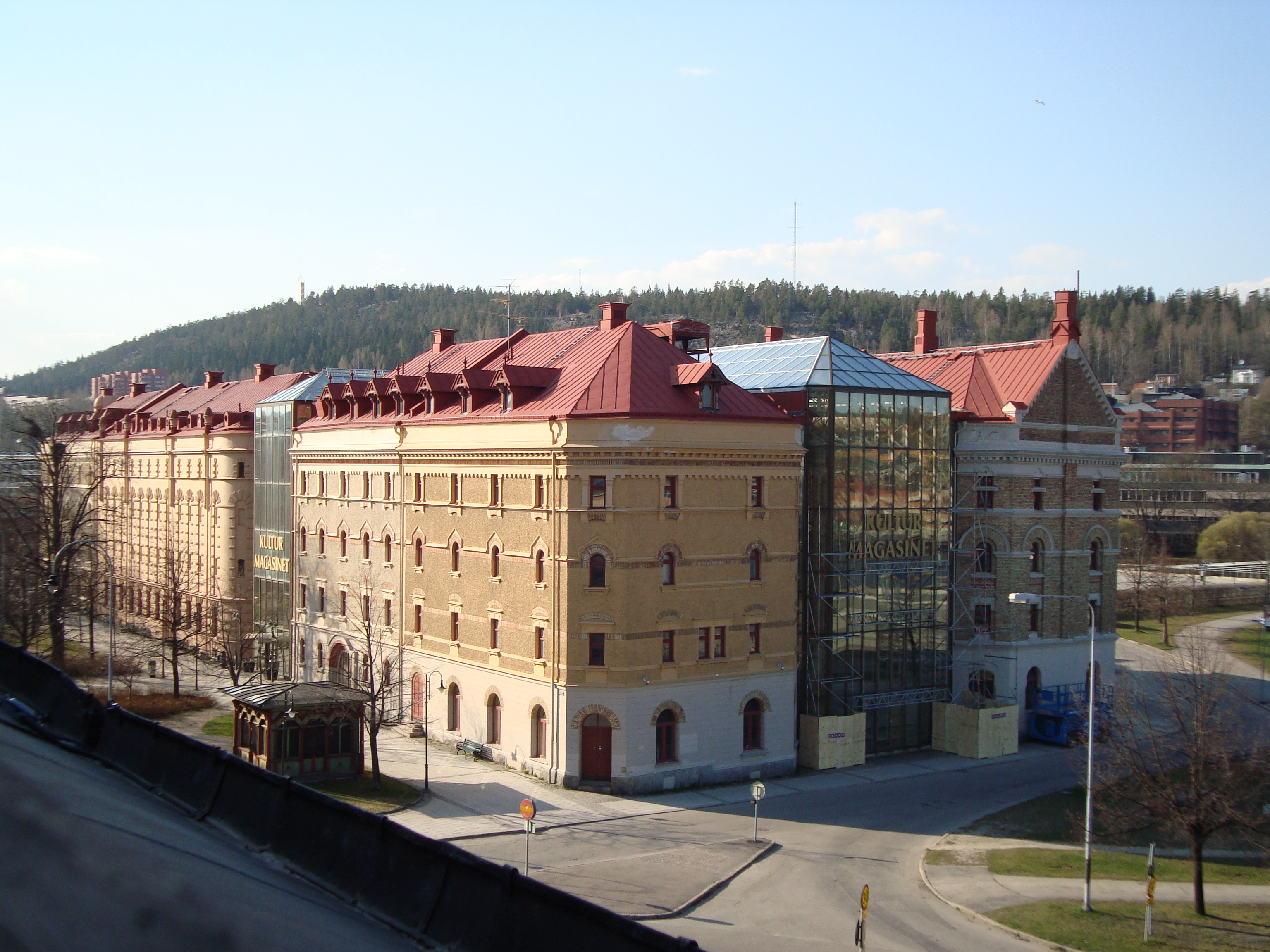
Kulturmagasinet

Kulturmagasinet är fyra gamla hamnmagasin i Stenstaden i Sundsvall som rymmer Sundsvalls stadsbibliotek, Sundsvalls museum, café, Medelpadsarkiv, Scenservice, konsumentinformation samt energi- och klimatrådgivning.

## Historik
Efter den förödande Sundsvallsbranden 1888 byggdes magasinen i kvarteren Skonerten, Barkassen, Briggen och Kuttern upp på 1890-talet, för Sundsvalls kolonialvaruhandlares räkning. Arkitekten för magasinen var Sven Malm. Övervåningarna fungerade som lagerplats för mjöl, socker, kryddor, kaffe, torkad frukt och andra kolonialvaror, som kom till Sundsvalls hamn via båtar från när och fjärran och senare också på järnväg. Magasinen är monument över de stora förråd av livsförnödenheter som krävdes från december till april då isen låg.
I början av 1980-talet utarbetades ett program för ombyggnad av fyra magasinskvarter till Kulturmagasinet. Med överglasningen av Magasinsgatan fick man utökad golvyta och ett rum med spännande kontraster mellan 1890-talets arkitektur och den moderna glaskonstruktionen. Bland de verksamheter som flyttade in fanns Sundsvalls museum som tidigare legat i Riksbankshuset på Storgatan samt biblioteket från byggnaden som fram till 2016 var kårhuset på Köpmangatan, därefter kallas Tornhuset och används för ungdomsverksamhet. 
Kulturmagasinet invigdes i november 1986 och året därpå (1987) fick det Europa Nostra-priset för den harmoniska restaureringen av fyra magasinsbyggnader till ett vackert kulturcentrum.